# Боасезон
Боасезон (фр. Boissezon) насеље је и општина у јужној Француској у региону Миди Пирене, у департману Тарн која припада префектури Кастр.
По подацима из 2011. године у општини је живело 396 становника, а густина насељености је износила 20,45 становника/km². Општина се простире на површини од 19,36 km². Налази се на средњој надморској висини од 314 метара (максималној 734 m, а минималној 247 m).

## Демографија
| 1962. | 1968. | 1975. | 1982. | 1990. | 1999. | 2011. |
| ----- | ----- | ----- | ----- | ----- | ----- | ----- |
| 559   | 633   | 572   | 509   | 398   | 390   | 396   |

График промене броја становника у току последњих година